# خنفساء الهليون
خنفساء الهليون (الاسم العلمي: Crioceris)، جنس خنافس من فصيلة خنافس الأوراق. الاسم العلمي من اللاتينية الجديدة مشتق من اليونانية κριός، تعني الكبش وκέρας، تعني القرن (قرن الكبش). أغلب يرقاتها تتغذى على نبات الهليون. وهناك أنواع مثل C. nigropicta لا تتغذى على الهليون.

## معرض صور

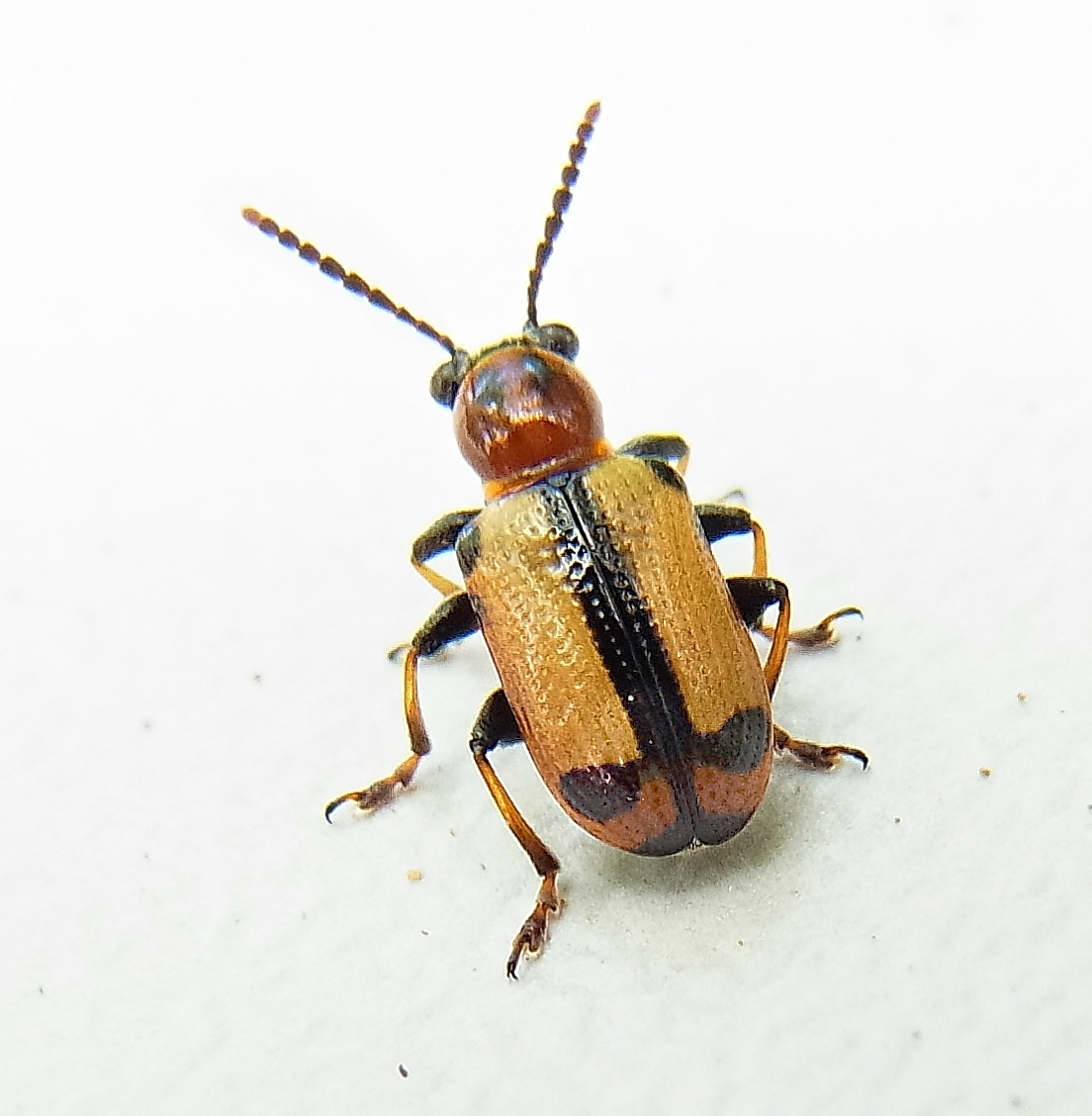
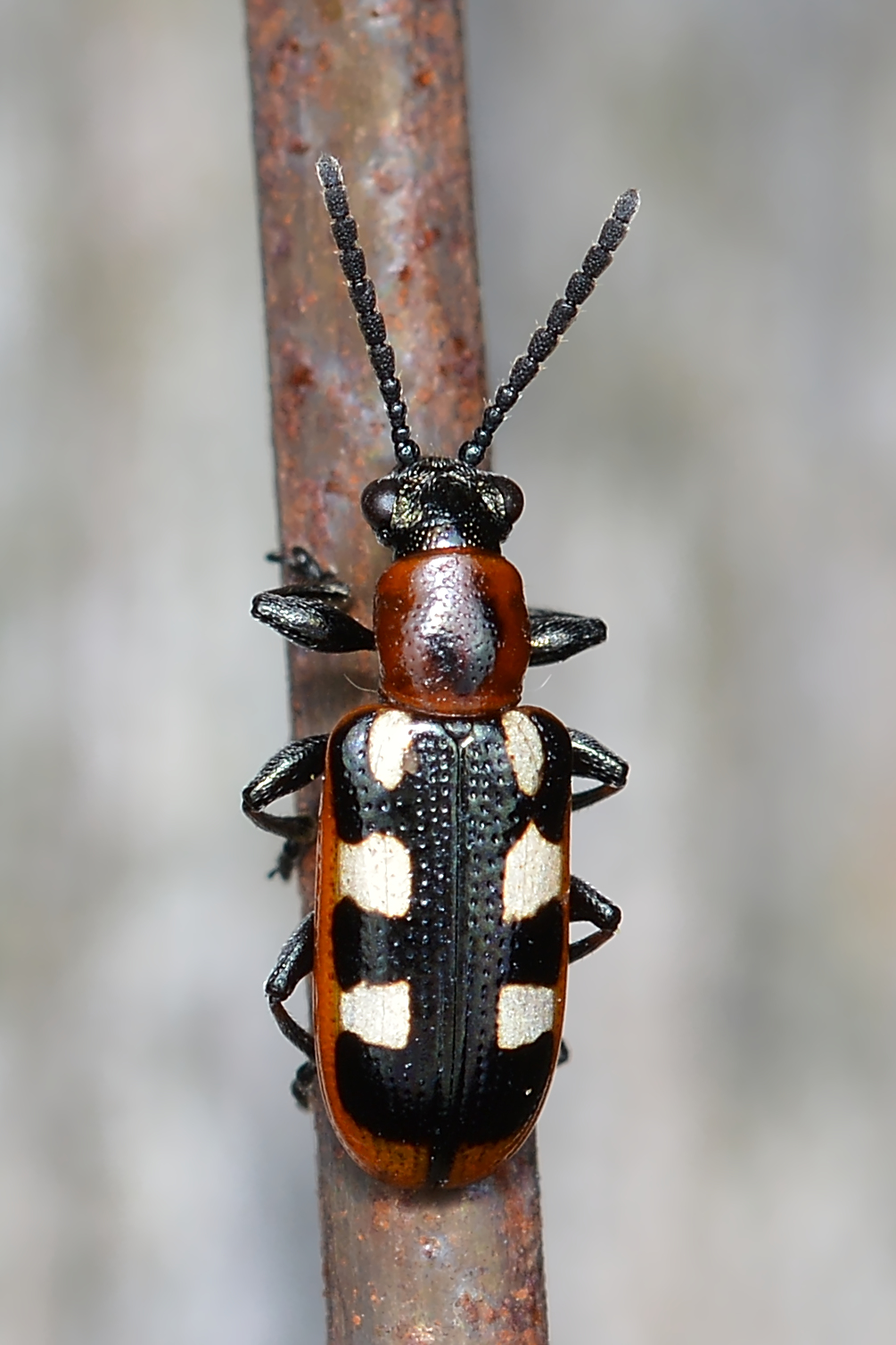
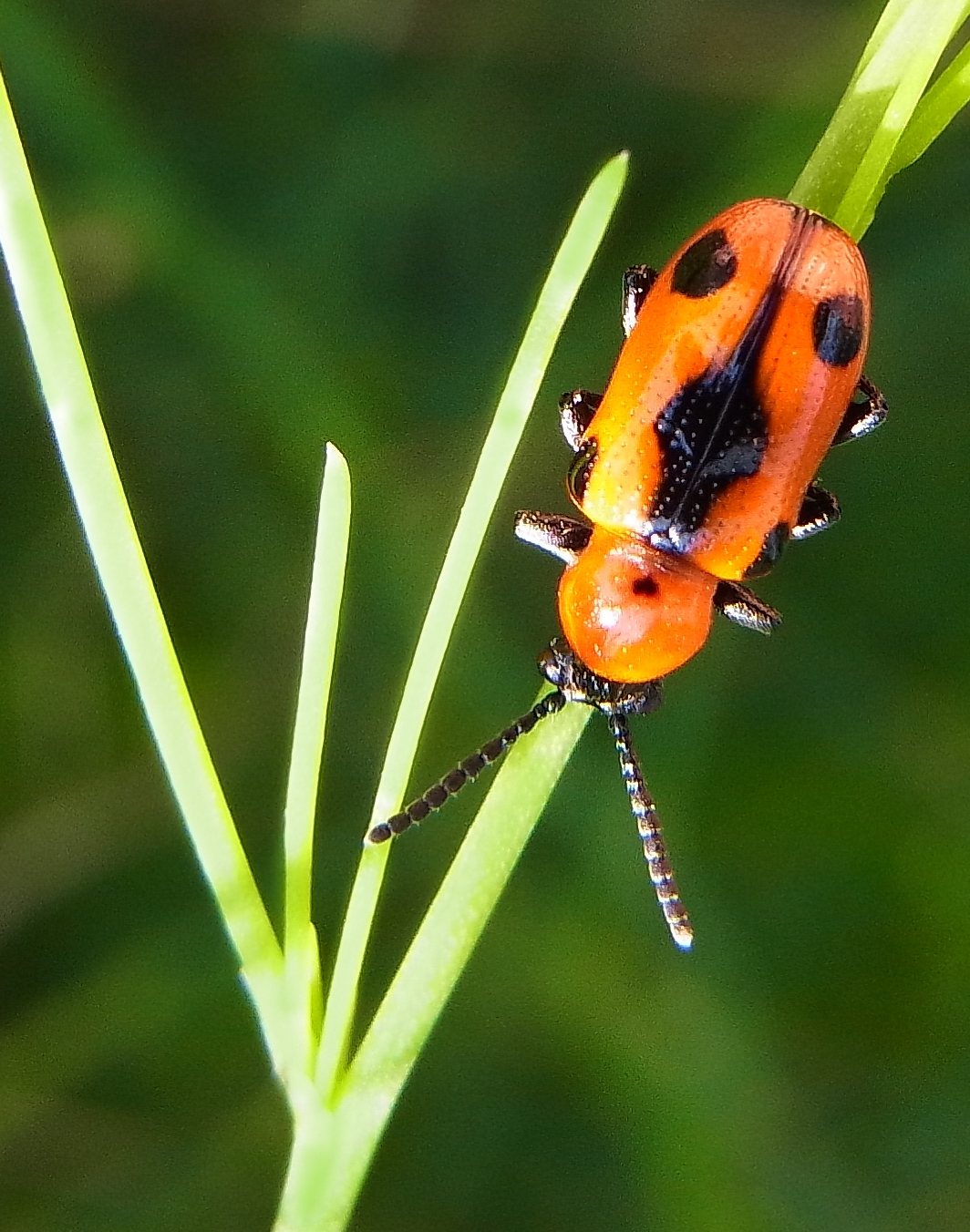
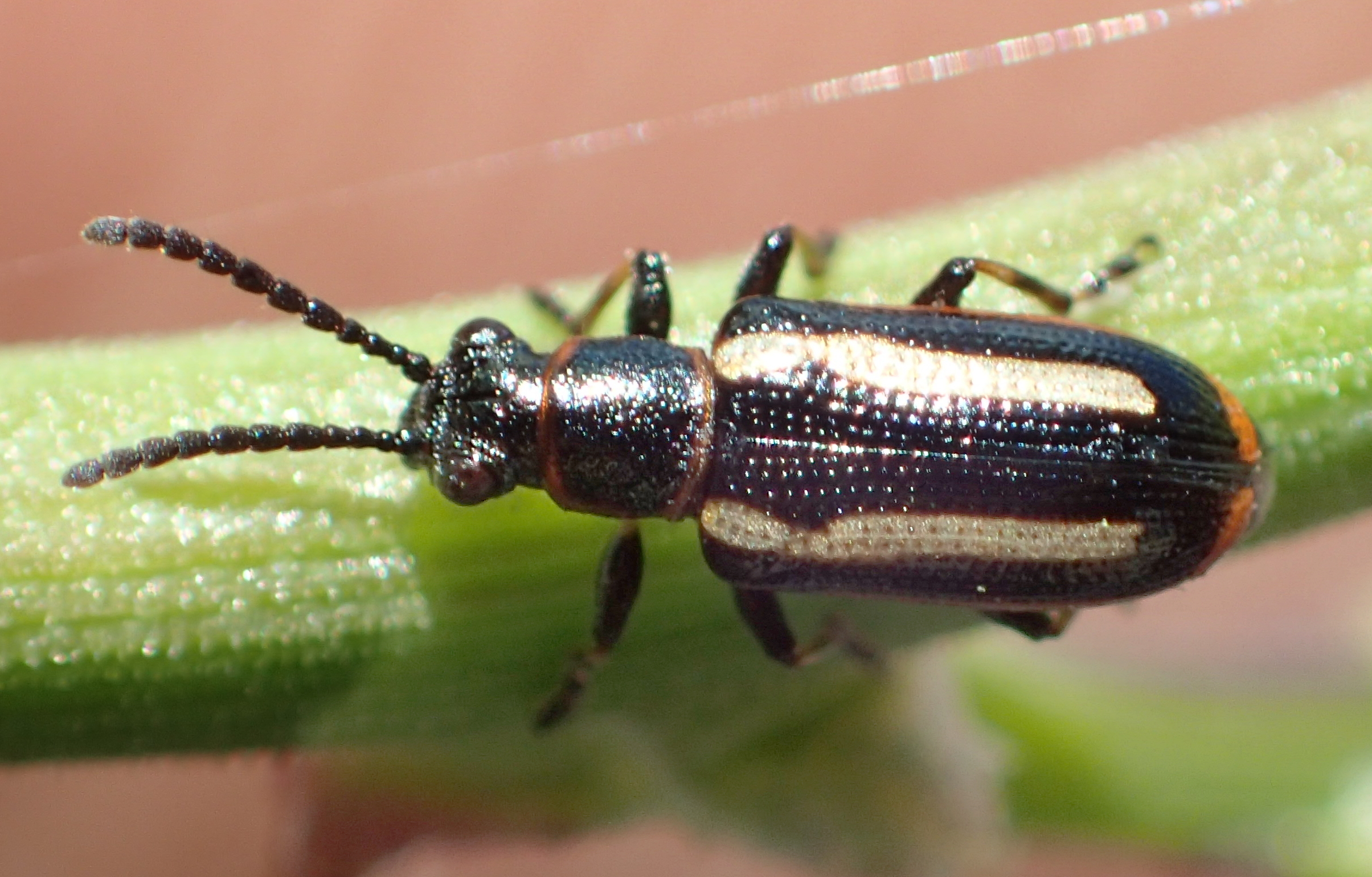
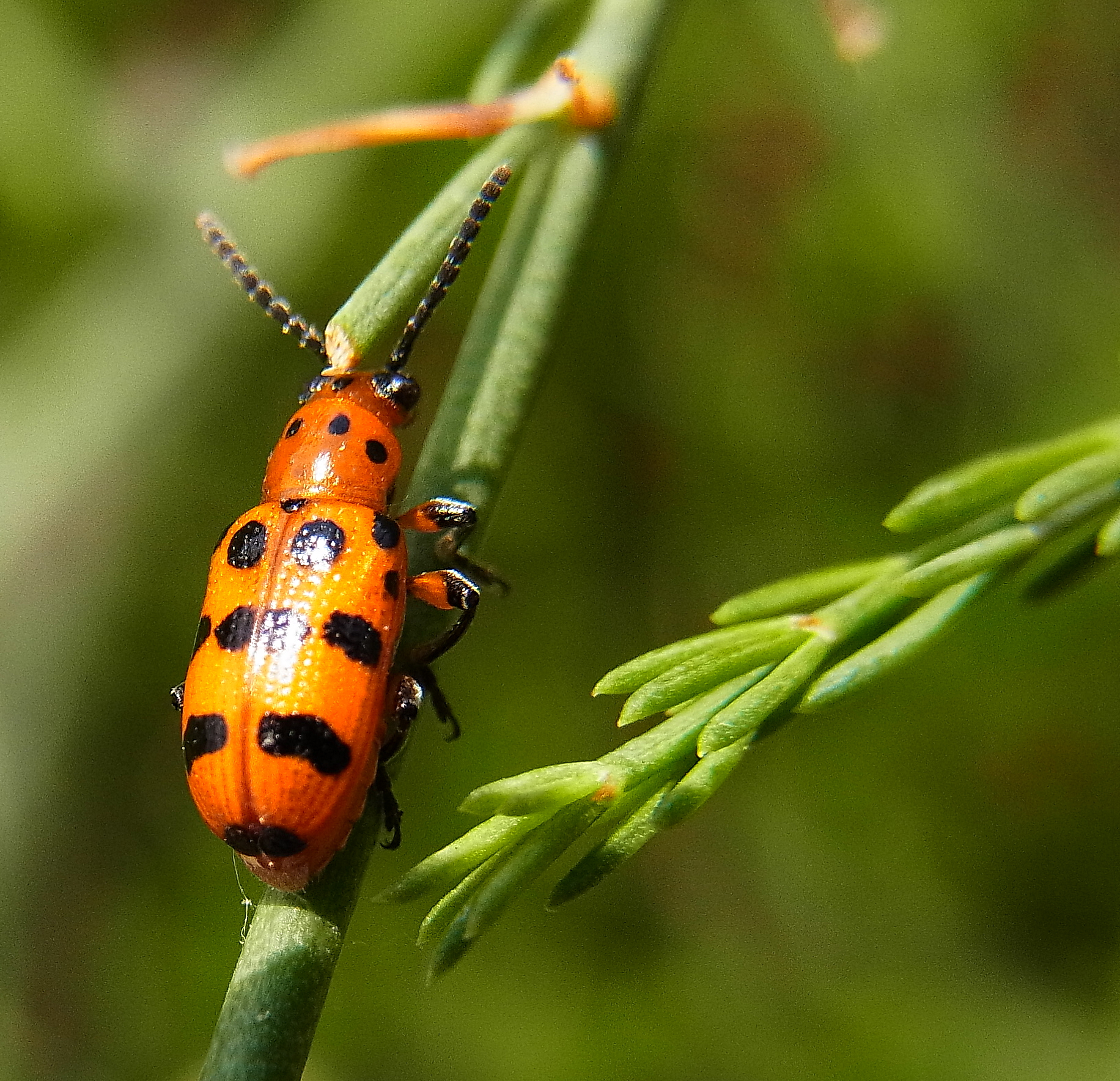